# ドミニカ国の行政区画
ドミニカ国の行政区画（ドミニカこくのぎょうせいくかく）は、10つの行政教区（英語: Parish）である。一方で地方政府として機能しているのは行政教区ではなく、42つの地方自治体（Local Government）である。

## 行政教区

ドミニカ国の行政教区

行政教区は行政上に用いられる区画で、国勢調査といった調査にも用いられる。地方政府としては機能しておらず、教区の行政中心地（首都）は存在しない。
コードはISO 3166-2:DMでDMの後ろに割り当てられている2桁の数字である（01は割り当てなし）。人口値は2011年国勢調査の結果に基づく。
| コード | 教区                     | Parish               | 面積 (km2) | 人口   |
| ------ | ------------------------ | -------------------- | ---------- | ------ |
| 02     | セント・アンドリュー教区 | Saint Andrew Parish  | 178.1      | 9,184  |
| 03     | セント・デイヴィッド教区 | Saint David Parish   | 131.5      | 5,899  |
| 04     | セント・ジョージ教区     | Saint George Parish  | 56.2       | 20,791 |
| 05     | セント・ジョン教区       | Saint John Parish    | 59.0       | 6,422  |
| 06     | セント・ジョゼフ教区     | Saint Joseph Parish  | 121.2      | 5,434  |
| 07     | セント・ルーク教区       | Saint Luke Parish    | 7.8        | 1,565  |
| 08     | セント・マーク教区       | Saint Mark Parish    | 10.4       | 1,767  |
| 09     | セント・パトリック教区   | Saint Patrick Parish | 87.5       | 7,361  |
| 10     | セント・ポール教区       | Saint Paul Parish    | 65.2       | 9,531  |
| 11     | セント・ピーター教区     | Saint Peter Parish   | 32.6       | 1,371  |

## 地方自治体
ドミニカ国における地方自治体は、5種類の地方政府の総称である。憲法に地方自治体についての規定はなく、個々の法律・条例によって機能などが定められている。各自治体の議会はカウンシル（Council）と呼ばれている。議員の任期は3年である（カリブ族居留地を除く）。議員の任命枠は、地方自治体を監督するスポーツ・文化・コミュニティ開発省 (Ministry of Sports, Culture and Community Development)の大臣が指名する。また議会の前身は評議会（ボード、Board）と呼ばれていた。
- 市 (City Council)

首都のロゾーが該当する。1896年設立のロゾー町評議会を始まりとし、1937年ロゾー町議会法によって町議会へ改編され、1984年ロゾー市議会法によって誕生した。市議会の定数は13で、民選の8席と任命の5席から成る。また議長は市長を兼任する。議会は条例の作成のほか、土地税の徴収や水道の敷設、公園の維持管理などを行うことができる。近年は国が公益事業法定機関を設置し専門機関へ分散したことで、市の行政サービスは相対的に縮小している。
- 町 (Town Council)

ポーツマスが該当し、かつてはロゾーもここに含まれていた。1937年ロゾー町議会法によってロゾー町が、次いで1954年ポーツマス町議会法によってポーツマス町が発足した。ただしロゾーは1896年にタウンボードが、ポーツマスは1800年代後半または1900年代初頭より独自の評議会が設置されていた。ポーツマス町議会法は先例のロゾー町議会法に影響を受けており、議会の議席構成は同じである。また議長は町長を兼任する。
- 半都市型自治体 (Urban Council)

ケインフィールドが該当する。1984年にケインフィールド都市議会法が成立し、1992年に発足した。同国で最も新しい地方自治体である。議会の定数は8で、5席は選挙で選出され、3席は指名。市・町と同じく、条例を制定する権限を持つ。
- 村 (Village Council)

総数は38村で、最も数の多い地方自治体。1933年に結成されたマリゴ、1934年に発足したヴィエル・ケースの村評議会が始まりとされ、1939年に村評議会は法的地位を手に入れた。1954年村議会条例によって村議会へ改編された。議会定数は8、うち民選が5席で指名が3席。議会の権限は他に比べて小さく、制約が多い。また規模も様々で単独の集落が村に成る場合もあれば、複数の集落から構成されることもある。
- カリブ族居留地 (Kalinago Territory)

島北東部のカリナゴ・テリトリーが該当する。先住民族のカリブ族（カリナゴ族）のための居留地（自治区）であり、議会はドミニカ国の全カリブ族の代表として機能している。首長、定数5の議員は別々の選挙で選出され、任期は他の自治体よりも長い5年となっている。

### 一覧
すべての地方自治体の一覧。
所属している行政教区、人口値は2011年国勢調査の速報結果から算出したものである。ただし国勢調査区域と一致しない場合もあるため、一部は推定となる。左端の列のラテン文字はCは市、Tは町、Rは居留地、Uは半都市型自治体、Vは村を表す分類である。また英数字はアルファベット順に割り振っている。
| #   | 名称                                               | 現地語名                                  | 所属する行政教区         | 人口   | 備考 |
| --- | -------------------------------------------------- | ----------------------------------------- | ------------------------ | ------ | --- |
| V01 | アトキンソン                                       | Atkinson                                  | セント・デイヴィッド教区 | 365    | |
| V02 | バガテル / フォン・サン・ジャン / ポワント・カリブ | Bagatelle / Fond St. Jean / Pointe Caribe | セント・パトリック教区   | 674    | 人口はPointe Carib, Bagatelle区域（388人）、Fond St. Jean/Fabre/Batchay区域（286人）の合計。                                             |
| V03 | ベルビュー・ショパン                               | Bellevue Chopin                           | セント・ジョージ教区     | 517    | |
| V04 | ベンゼ / アンス・ド・メ / アンス・ソルダ           | Bense / Anse De Mai / Anse Soldat         | セント・アンドリュー教区 | 690    | Bense, Hampstead区域（486人）、Anse-de-Mai区域（204人）の合計。                                                                          |
| V05 | ボエティカ                                         | Boetica                                   | セント・パトリック教区   | 149    | |
| V06 | カリビシ                                           | Calibishie                                | セント・アンドリュー教区 | 1,017  | |
| V07 | キャンベル / デスポー                              | Campbell / Despor                         | セント・ポール教区       | 592    | Campbell, Piare, Bon Repos区域（538人）、Despor区域（54人）の合計。                                                                      |
| U01 | ケインフィールド半都市型自治体                     | Canefield Urban Council                   | セント・ポール教区       | 3,324  | Canefield/Morne Daniel区域の人口。 |
| R01 | カリナゴ・テリトリー                               | Kalinago Territory                        | セント・デイヴィッド教区 | 2,145  | 2015年2月以前はカリブ居留地（Carib Reserve）あるいはカリブ・テリトリー（Carib Territory）と呼ばれた。                                    |
| V08 | カッスル・ブルース                                 | Castle Bruce                              | セント・デイヴィッド教区 | 1,087  | |
| V09 | クリフトン / カプチン / ココヤー                   | Clifton / Capuchin / Cocoyer              | セント・ジョン教区       | 651    | Clifton, Hermitage, etc.区域（163人）、Capuchin, etc.区域（209人）、Cottage, Cocoyer区域（279人）の合計。V32と一部重複。                 |
| V10 | コリオー                                           | Colihaut                                  | セント・ピーター教区     | 679    | |
| V11 | コリビストリ / モルヌ・ラチェット                  | Coulibistrie / Morne Rachette             | セント・ジョゼフ教区     | 689    | Coulibistrie区域（419人）、Morne Rachette, Batalie（270人）の合計。                                                                      |
| V12 | デリッシュ / カリブ / ラ・ロッシュ / ヴィクトリア  | Delices / Carib / La Roche / Victoria     | セント・パトリック教区   | 672    | Delices区域（207人）、Caribe区域（161人）、La Roche区域（165人）、Victoria, Pte Mulatre区域（139人）の合計。                             |
| V13 | デュブラン / ビオセ                                | Dublanc / Bioche                          | セント・ピーター教区     | 748    | Dublanc, Syndicate区域（413人）、Bioche区域（335人）の合計。                                                                             |
| V14 | ジラーデル / エグルストン                          | Giraudel / Eggleston                      | セント・ジョージ教区     | 1,101  | Giraudel区域（588人）、Eggleston/Ridge Field区域（513人）の合計。                                                                        |
| V15 | グッド・ホープ                                     | Good Hope                                 | セント・デイヴィッド教区 | 543    | Good Hope/Dix-Pas/Tranto区域の人口。 |
| V16 | グランド・ベイ                                     | Grand Bay                                 | セント・パトリック教区   | 2,134  | ベレクア（Berekua, Berricoa）とも呼ばれる。                                                                                              |
| V17 | グラン・フォン                                     | Grand Fond                                | セント・デイヴィッド教区 | 722    | Grand Fond/Rosalie区域の人口。 |
| V18 | ラ・プレーヌ / ラ・ロンド                          | La Plaine / La Ronde                      | セント・パトリック教区   | 1,128  | La Plaine区域の人口。 |
| V19 | ラ・ルビエール / マドレル / フォン・バロン         | Loubiere / Madrelle / Fond Baron          | セント・ジョージ教区     | 1,033  | Loubiere/Fond Baron区域の人口。 |
| V20 | マオー / ジミット / トロー                         | Mahaut / Jimmit / Tareau                  | セント・ポール教区       | 3,084  | Mahaut Village/Belfast区域（2,113人）、Jimmit（743人）、Tarreau（228人）の合計。                                                         |
| V21 | マリゴ                                             | Marigot                                   | セント・アンドリュー教区 | 2,411  | Marigot/Concord区域の人口。 |
| V22 | モルヌ・ジョーヌ / リヴィエール・シリック          | Morne Jaune / Riviere Cyrique             | セント・デイヴィッド教区 | 520    | Morne Jaune, etc.区域（152人）、Riviere Cyrique区域（368人）の合計。                                                                     |
| V23 | モルヌ・プロスペル                                 | Morne Prosper                             | セント・ジョージ教区     | 703    | |
| V24 | ペ・ブーシュ / ベル・マニエール                    | Paix Bouche / Belle Maniere               | セント・アンドリュー教区 | 779    | Paix Bouche/Moore Park Village/Providence区域（577人）、Blenheim / Bellemaniere区域（202人）の合計。                                     |
| V25 | ペンヴィル                                         | Penville                                  | セント・アンドリュー教区 | 501    | Caribe - Penville & Galba区域の人口。 |
| V26 | プティト・サヴァンナ                               | Petite Savanne                            | セント・パトリック教区   | 753    | |
| V27 | プティト・スフリエール / サン・ソヴェール          | Petite Soufriere/San Sauveur              | セント・デイヴィッド教区 | 661    | Petite Soufriere区域（561人）、San Sauveur区域（100人）の合計。                                                                          |
| V28 | ピシェリン                                         | Pichelin                                  | セント・パトリック教区   | 527    | |
| V29 | ポワント・ミシェル                                 | Pointe Michel                             | セント・ルーク教区       | 1,664  | 同教区唯一の自治体。 |
| T01 | ポーツマス町                                       | Portsmouth Town                           | セント・ジョン教区       | 4,167  | グランヴィラ（Glanvilla）、ピカード（Picard）を含める。                                                                                  |
| C01 | ロゾー市                                           | Roseau City                               | セント・ジョージ教区     | 14,725 | 結果確定後の人口値は14,741人。 |
| V30 | スフリエール / スコッツ・ヘッド / ガリオン         | Soufriere / Scotts Head / Gallion         | セント・マーク教区       | 1,829  | 同教区唯一の自治体。 |
| V31 | セント・ジョゼフ                                   | Saint Joseph                              | セント・ジョゼフ教区     | 1,746  | |
| V32 | タン・タン / トゥカリー / コテージ                 | Tan Tan / Toucarie / Cottage              | セント・ジョン教区       | 788    | Bell Hall,Tantan,Savanne Paille区域（446人）、Toucarie, Morne Cabrit, etc.区域（63人）、Cottage, Cocoyer（279人）の合計。V09と一部重複。 |
| V33 | テテ・モルヌ                                       | Tete Morne                                | セント・パトリック教区   | 171    | Tete Morne, Cottage区域の人口。 |
| V34 | ティボー                                           | Thibaud                                   | セント・アンドリュー教区 | 486    | |
| V35 | トラファルガー / ショーフォード / フォン・カニ     | Trafalgar / Shawford / Fond Canie         | セント・ジョージ教区     | 959    | Trafalgar, Shawford区域の人口。 |
| V36 | ヴィエイユ・カーズ                                 | Vieille Case                              | セント・アンドリュー教区 | 565    | |
| V37 | ウェズリー                                         | Wesley                                    | セント・アンドリュー教区 | 1,362  | |
| V38 | ウッドフォード・ヒル                               | Woodford Hill                             | セント・アンドリュー教区 | 1,034  | |

1961年当時の村の合計は37。現在とは異なる名称の村が存在する。村名から外れた地名は、国勢調査の区域名に見ることが出来る。
- カッスル・ブルース（V08）の旧称はCastle Bruce / Tranto / Dix Pax。後にグッド・ホープ（V15）が分離した。
- ペ・ブーシュ / ベル・マニエール（V24）の旧称はPaix Bouche / Blle Maniere / Moore Park / Dos D’ane。
- スフリエール / スコッツ・ヘッド / ガリオン（V30）のうち、「ガリオン」は後に追加された。
- タン・タン / トゥカリー / コテージ（V32）の旧称はTan Tan / Savanne Paille / Toucarie / Cottage。